# Józefata Dolina
Józefata Dolina – część wsi Nakla w Polsce, położona w województwie pomorskim, w powiecie bytowskim, w gminie Parchowo, nad północnym brzegiem jeziora Glinowskiego. Wchodzi w skład sołectwa Nakla.
W latach 1975–1998 Józefata Dolina administracyjnie należała do województwa słupskiego.